# Kasak
Kasak – w najczęściej używanym znaczeniu jest to jedwabna kurtka noszona przez dżokejów.
Dawniej określana była tak kurtka męska bez rękawów, noszona na zbroi.
Mianem kasak nazywana jest również długa bluzka damska wkładana przez głowę lub zapinana z tyłu.